# دجيمان كوكو
دجيمان كوكو (بالفرنسية: Djiman Koukou)‏ (مواليد 14 نوفمبر 1980 في ألاهي) لاعب كرة قدم بنيني دولي يجيد اللعب في خط الوسط . يلعب حاليا لصالح نادي إفيان تونون غايلارد الفرنسي منذ 2009 .

## روابط خارجية
- دجيمان كوكو على موقع الاتحاد الدولي (مؤرشف)  (الإنجليزية)
- دجيمان كوكو على موقع قاعدة بيانات كرة القدم.إي يو (الإنجليزية)
- دجيمان كوكو على موقع بيانات كرة القدم. دي إي (الألمانية)
- دجيمان كوكو على موقع ليكيب (الفرنسية)
- دجيمان كوكو على موقع ناشيونال فوتبول تيمز (الإنجليزية)
- دجيمان كوكو على موقع Soccerway.com (الإنجليزية)
- دجيمان كوكو على موقع عالم كرة القدم.نت (الإنجليزية)
- دجيمان كوكو على موقع كووورة